# Просто друзі (фільм, 2018)
«Просто друзі» (нід. Gewoon Vrienden) — нідерландська романтична комедія 2018 року режисерки Еллен Сміт, із Маджд Мардо та Йоша Страдовскі у головних ролях. Фільм був показаний у вечір відкриття Міжнародного фестивалю квір-фільмів у Перті та отримав приз глядацьких симпатій після показу на Міжнародному фестивалі лесбійських та геїв MIX Milano. Прем'єра відбулася на BNNVARA 7 березня 2018 року.

## Сюжет
21-річний новобагатько голландець Йоріс, намагається змиритися з втратою свого батька 10 років тому. Його вольова, консервативна й трохи расистська мати не допомогає. Сімона захоплена власними емоціями через свого покійного чоловіка-розпусника. Тим часом Яд, 26-річний сирійський біженець, чия сім’я оселилася в Нідерландах, працює для бабусі Йоріса Анс. Він повернувся з Амстердама після того, як «Амстердам був надто веселим. Моє навчання надто нудним», щоб «тимчасово» жити зі своєю родиною. Яд має свої проблеми з традиційним вихованням, його мрія – бути інструктором з серфінгу. Проте ведення власного бізнесу суперечить очікуванням, щоб він продовжив медичне навчання.
Незважаючи на різний вік, походження та спосіб життя, між хлопцями спалахує іскра. Поєднані музикою та спортом, головним чином серфінгом, їхні почуття один до одного зростають, вони стають не просто друзями.
Їхні матері, Симона та Меріам, погрожують зруйнувати їхні стосунки. Через тиск Яд та Йоріс посварилися. Згодом матері розуміють, що «не ти контролюєш любов, любов контролює тебе». Йоріс примиряється із втратою батька, а Яд знаходить у собі мужність прийняти те, що любить.

## У ролях
- Маджд Мардо — Яд
- Йоша Страдовскі — Йоріс
- Стен Гобел — молодий Джоріс
- Дженні Аріан — Енс
- Таня Джесс — Сімона
- Мелоді Клавер — Мун
- Ренске Геттінга — молодия Мун
- Мохамад Алахмад — Еліас
- Назміє Орал — Мар'ям
- Елен Зюйдмер — Ф'єнт'є
- Роско Лейєн — Герлоф
- Сьорд Драгтсма — Мітч
- Юнес Бадране — тренер
- Енн Пракке — Барт
- Соня Ейкен — Лелі
- Малкольм Х'юго Гленн — Ервін
- Тесса дю Мі — працівник крематорія
- Джані Жаке — друг Яда

## Нагороди
- 2018 — Міжнародний фестиваль квір-кіно в Перті — приз глядацьких симпатій та приз за найкращу чоловічу роль для Джоші Страдовскі
- 2018 — Out at the Movies Winston-Salem 2018 — премія за оповідальний фільм

## Відгуки
Австралійський гей-журнал «Out in Perth» відмічає, що «дослідження стосунків хлопчиків із їхніми матерями (і бабусями) підносить цей фільм із простої романтичної комедії до чудового твору квір-кіно».